# Décembre Noir
Décembre Noir (französisch für Schwarzer Dezember) ist eine thüringische Death-Doom-Band aus Erfurt, die 2008 gegründet wurde.

## Geschichte
Die Band wurde im Jahr 2008 von dem Schlagzeuger Daniel und dem Gitarristen Sebastian Görlach gegründet. Durch den Gitarristen Marcel Apel, den Bassisten Mike Schubert und den Sänger Lars Dotzauer wurde die Besetzung etwas später ergänzt. Es folgten die Arbeiten an den ersten Liedern. Apel musste die Besetzung aus beruflichen Gründen verlassen. Nach fast einjähriger Suche wurde Martin Ortlepp als Ersatz gefunden. Danach setzte die Gruppe das begonnene Songwriting fort. Dieses wurde durch das Ausscheiden des Schlagzeugers Daniel erneut unterbrochen, der zurück in seine alte Heimat zog. Da bereits Konzerte zugesagt waren, kam kurz darauf Kevin Kleinschmidt als Ersatz hinzu. Nach vier Wochen des Einarbeitens folgten Konzerte. Im Jahr 2014 erschien das Debütalbum A Discouraged Believer bei F.D.A. Rekotz, dem sich 2016 bei demselben Label das zweite Album Forsaken Earth anschloss. Beide Alben waren von Alex Dietz und Eike Freese produziert worden. 2016 war die Band unter anderem auf dem Party.San zu sehen.

## Stil
Sebastian Schilling vom Rock Hard beschrieb die Musik auf Forsaken Earth als „schwelgerischen Melancho-Death“. Sebastian Görlach gab im Interview mit Schilling an, dass die Band versucht, den Hang zu emotionaler Musik mit tragischen Melodien zu verarbeiten. Dabei wolle man jedoch nicht den Death-Metal-Einfluss vernachlässigen. Eine Ausgabe zuvor hatte Holger Stratmann Forsaken Earth rezensiert und dabei das Album dem Death Doom zugeordnet. Er zog einen Vergleich zu den frühen Paradise Lost. Gelegentlich hebe die Gruppe jedoch auch die Geschwindigkeit an, was sie unter anderem durch den Einsatz von Doublebass bewirke. Mit fein abgestimmten Gitarren würden sanfte Melodien erklingen, wodurch „sich der Death-Metal-Gesang auf die röchelnden Verzweiflungstexte konzentrieren kann“.

## Bandmitglieder

Décembre Noir live auf dem Metal Frenzy Open Air 2025
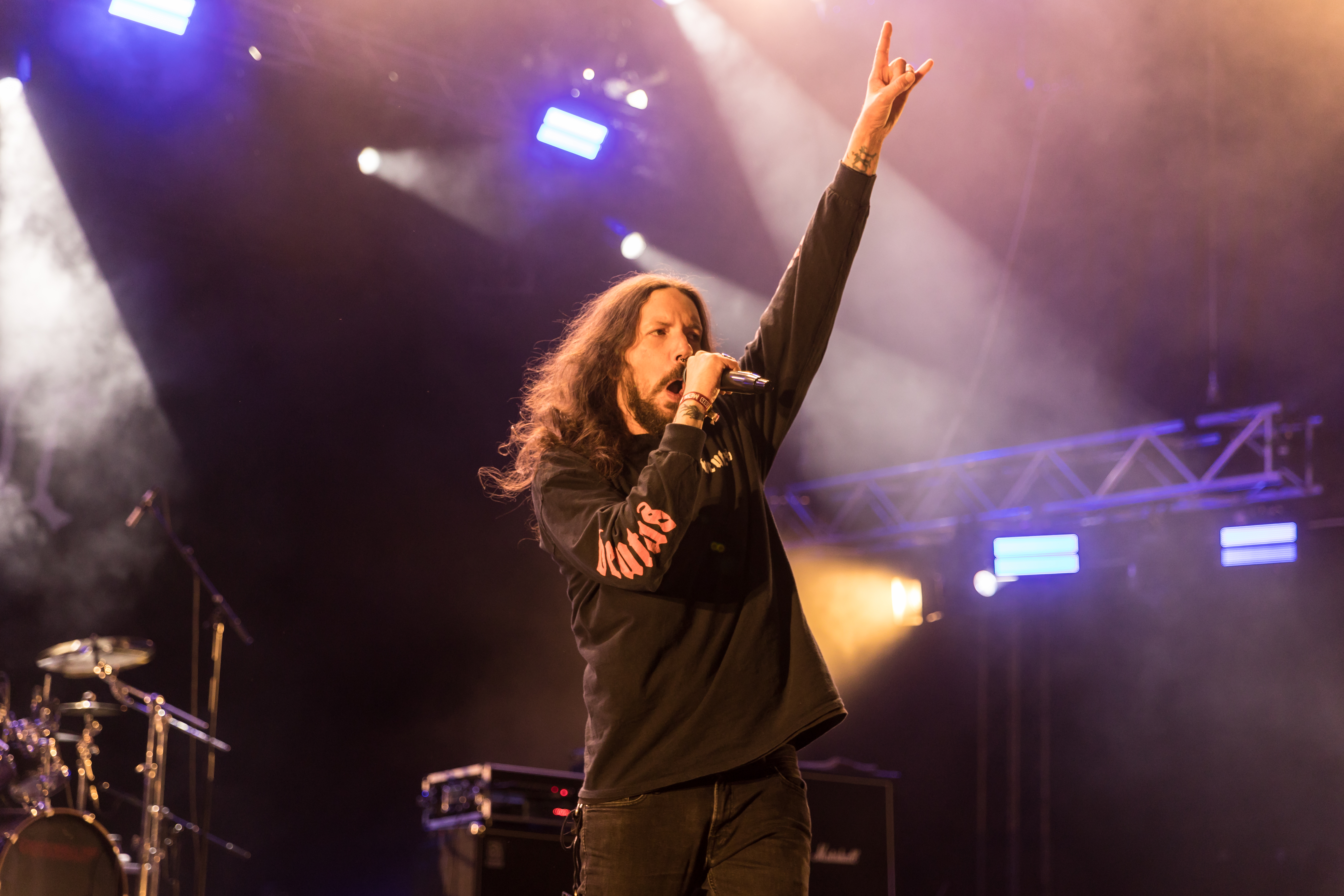
Sänger Lars Dotzauer
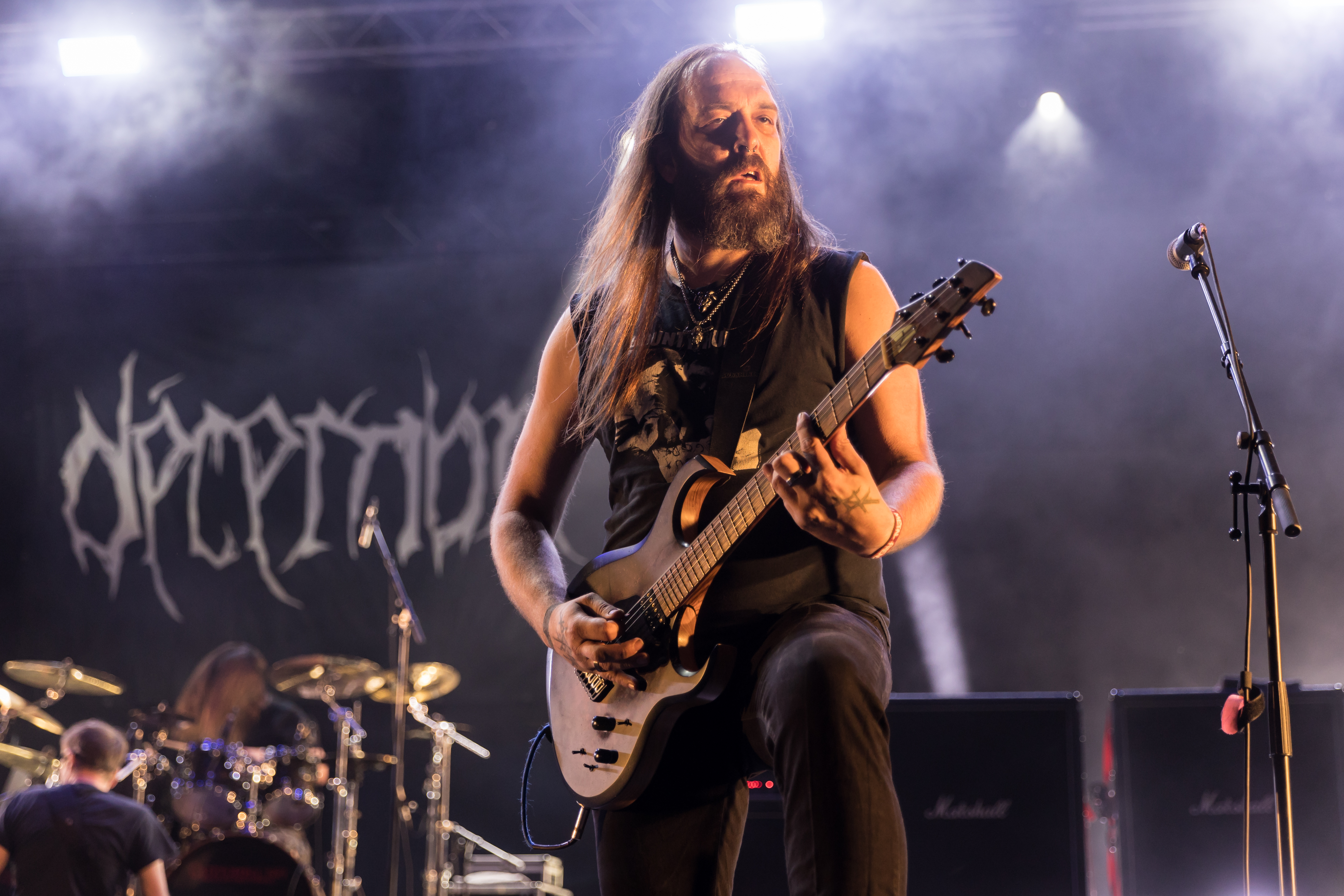
Gitarrist Martin Ortlepp
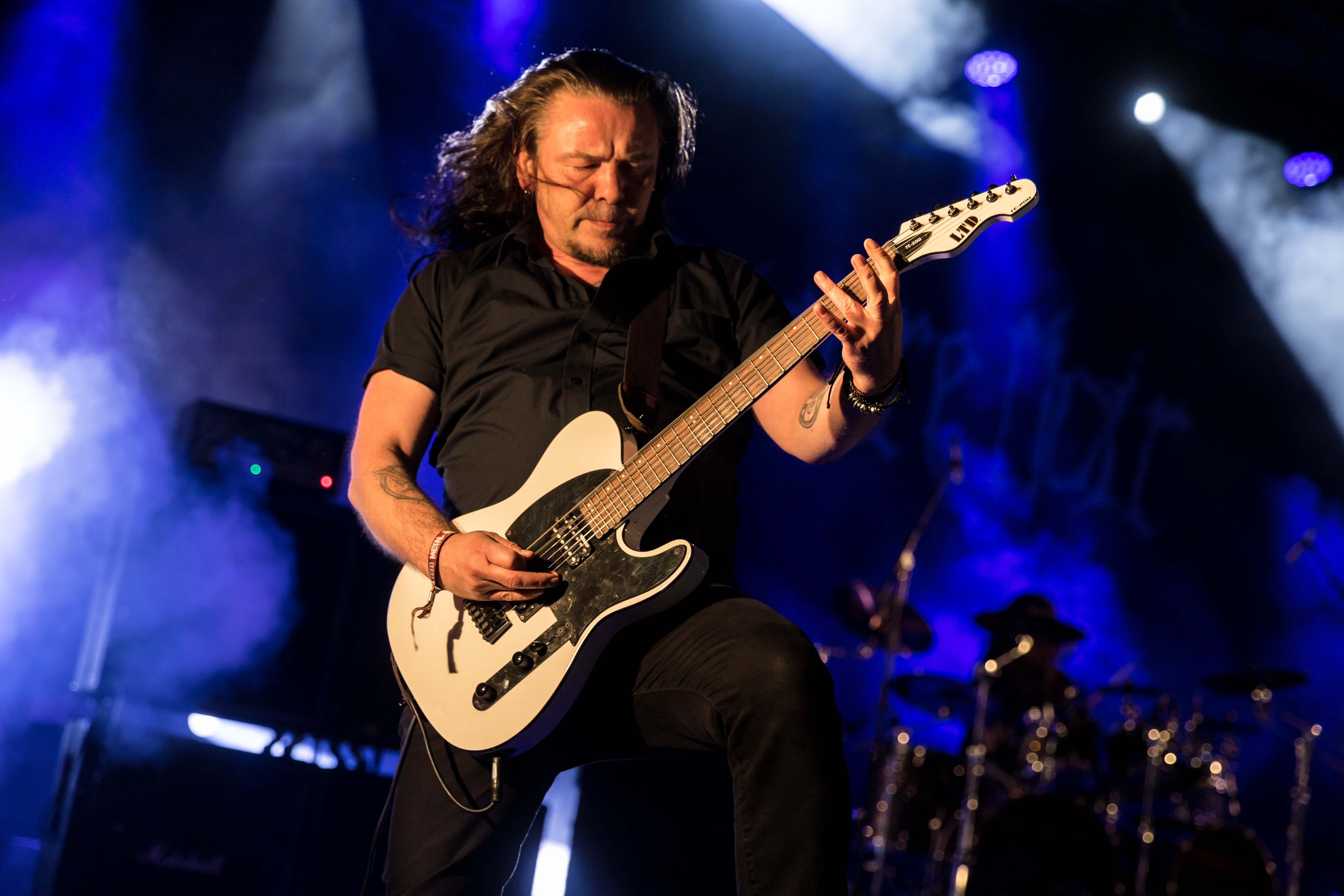
Gitarrist "Schubi"
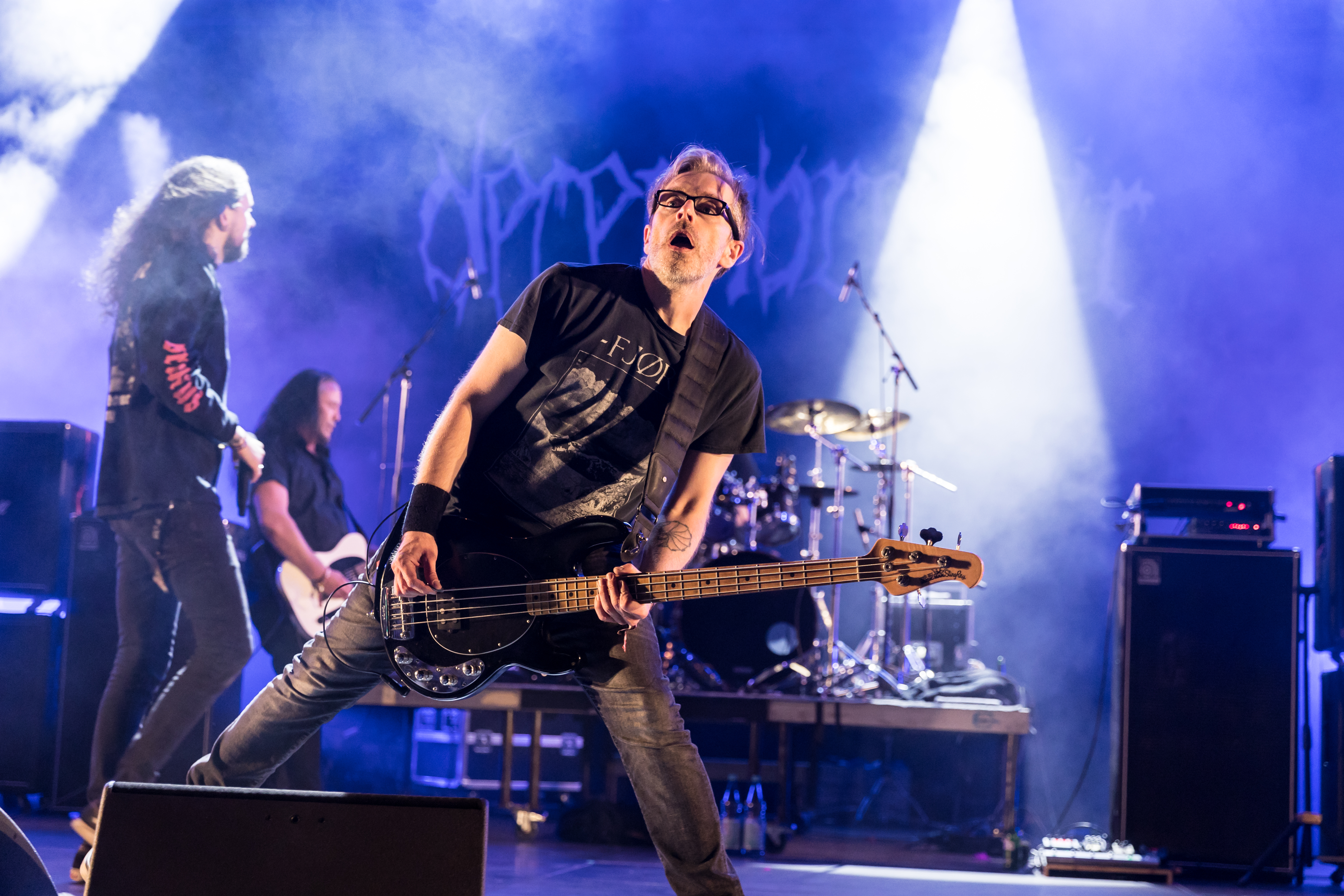
Bassist Stephan Hünniger
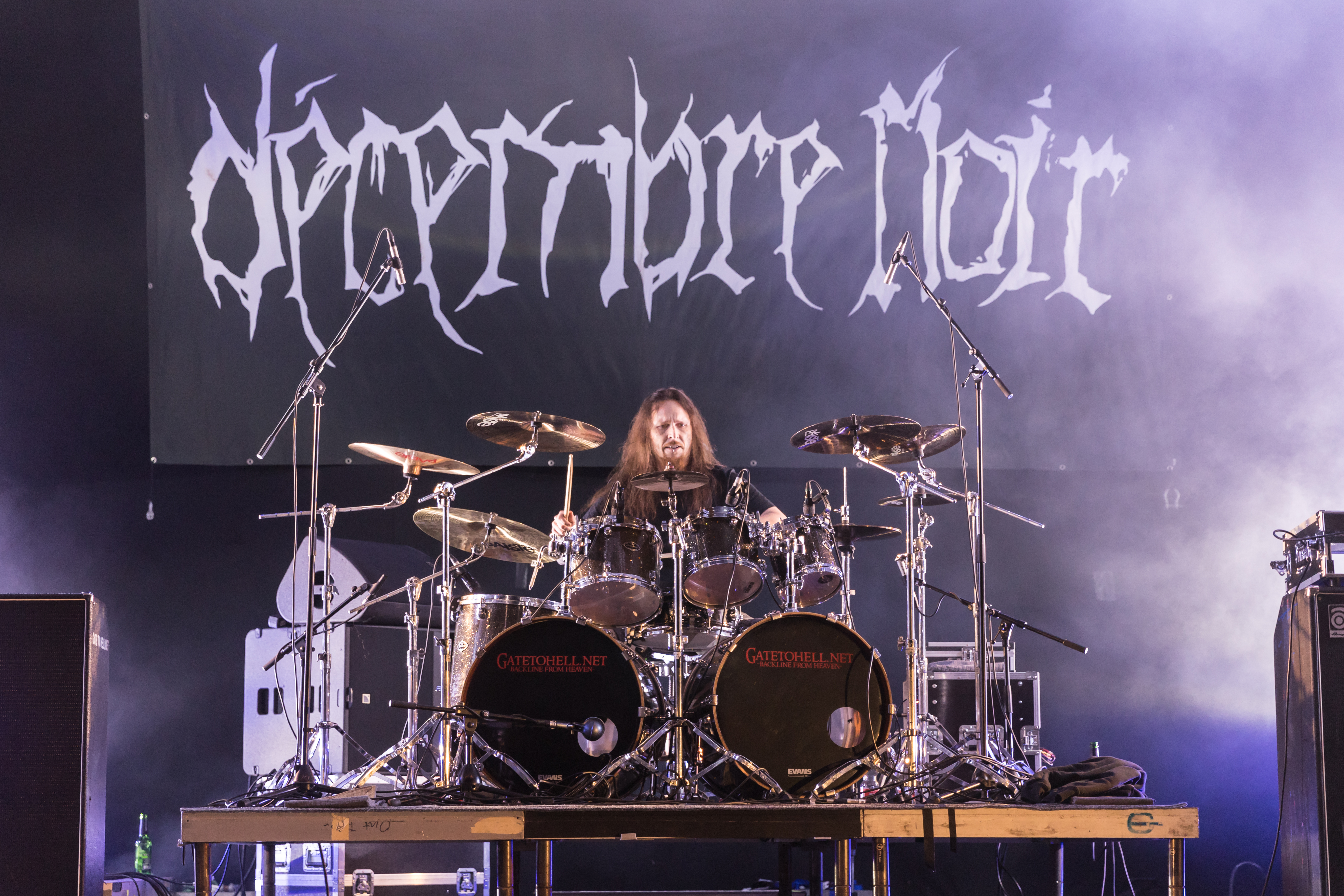
Schlagzeuger Fabian Regmann

## Diskografie
- 2014: A Discouraged Believer (Album, F.D.A. Rekotz)
- 2016: Forsaken Earth (Album, F.D.A. Rekotz)
- 2018: Autumn Kings (Album, Lifeforce Records)
- 2020: The Renaissance of Hope (Album, Lifeforce Records)
- 2022: Pale Serenades (EP, Lifeforce Records)
- 2023: Your Sunset/My Sunrise (Album, Lifeforce Records)